# Schwanstetten
Schwanstetten ist ein Markt im Landkreis Roth (Mittelfranken, Bayern).

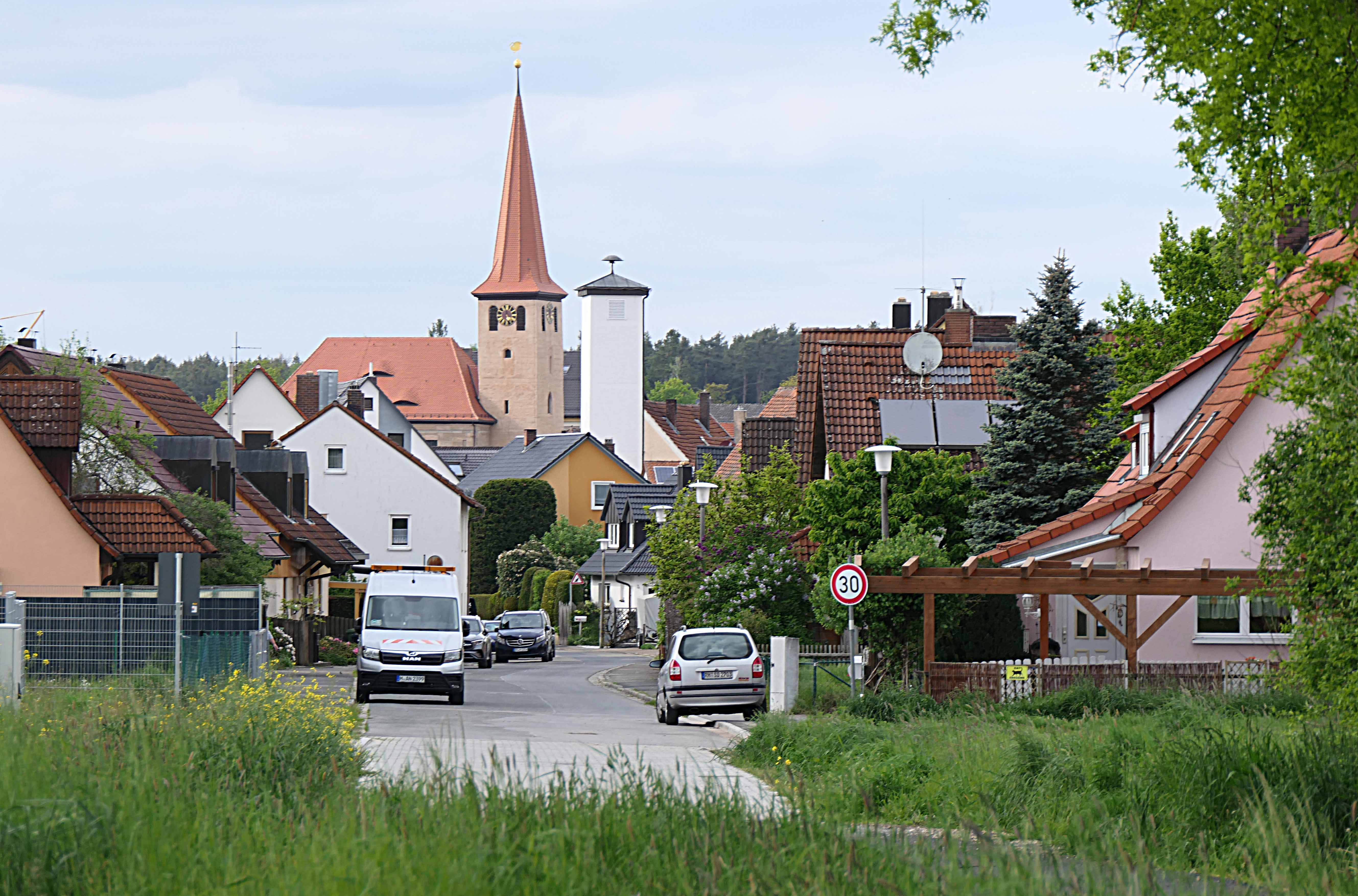
Ortsteil Schwand von Süden

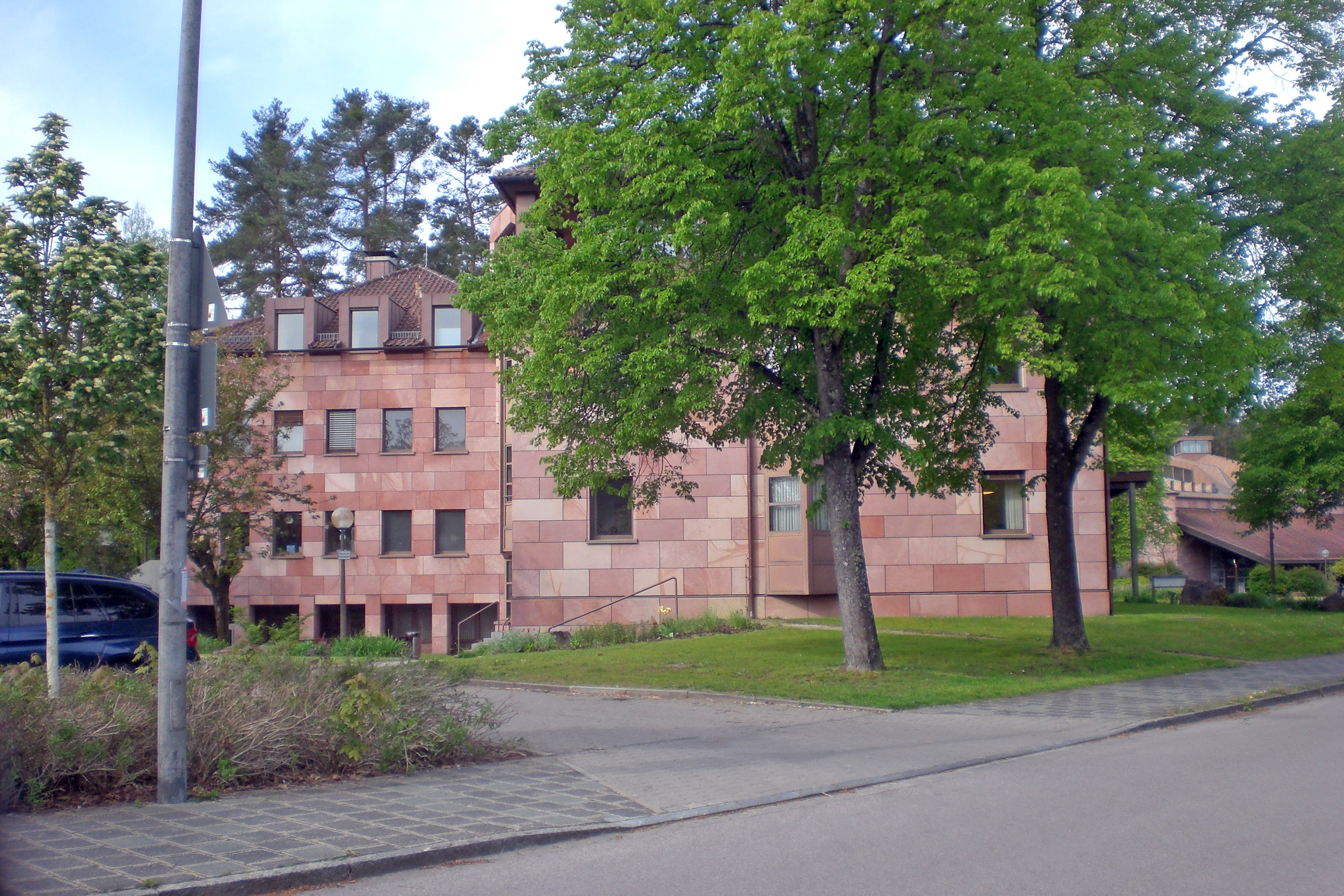
Rathaus Schwanstetten (2024)

## Geographie

### Lage
Schwanstetten liegt ca. 16,2 Kilometer südlich der Stadt Nürnberg. Durch das hauptsächlich aus Wald bestehende Gemeindegebiet fließt der Hembach. Am westlichen Rand wird es vom Main-Donau-Kanal durchzogen.

### Nachbargemeinden
Nördlich und östlich grenzt Schwanstetten an Wendelstein, im Süden an Roth und im Westen an Rednitzhembach. Zwischen Rednitzhembach und Schwanstetten befindet sich das gemeindefreie Gebiet Soos.

### Gemeindegliederung
Die Gemeinde hat sieben Gemeindeteile (in Klammern ist der Siedlungstyp angegeben):
- Furth (Dorf)
- Hagershof (Einöde)
- Harm (Dorf)
- Holzgut (Einöde)
- Leerstetten (Pfarrdorf)
- Mittelhembach (Dorf)
- Schwand bei Nürnberg (ehemaliger Markt)

Es gibt auf dem Gemeindegebiet die Gemarkungen Leerstetten (Gemarkungsteil 0) und Schwand bei Nürnberg.

## Geschichte
Erstmals erwähnt wurde der heutige Gemeindeteil Schwand im Jahre 1186, der Gemeindeteil Leerstetten im Jahre 1194.
Am 1. Mai 1978 wurde der Markt Schwanstetten durch die Zusammenlegung des bis dahin selbständigen Marktes Schwand bei Nürnberg mit der Gemeinde Leerstetten neu gebildet. Der Name der neuen Gemeinde setzt sich aus Teilen der früheren Ortsnamen Schwand und Leerstetten zusammen, eine in Bayern nahezu einmalige Neuschöpfung. Die Bezeichnung Markt und damit das Marktrecht wurden vom Markt Schwand übernommen.

### Einwohnerentwicklung
| Jahr        | 1987  | 2007  | 2010  | 2013  | 2014  | 2015  | 2016   | 2017   | 2018   | 2019   | 2020   | 2021   | 2022   |
| Einwohner   | 6111  | 7395  | 7347  | 7305  | 7330  | 7276  | 7260   | 7260   | 7289   | 7294   | 7317   | 7318   | 7284   |
| Wohngebäude | 1731  |       |       | 2249  | 2259  | 2266  | 2269   | 2271   | 2296   | 2315   | 2333   | 2336   | 2343   |
| Quelle      | [ 8 ] | [ 9 ] | [ 9 ] | [ 9 ] | [ 9 ] | [ 9 ] | [ 10 ] | [ 10 ] | [ 10 ] | [ 10 ] | [ 11 ] | [ 11 ] | [ 11 ] |

## Politik

### Marktgemeinderat
Der Marktgemeinderat hat 20 Mitglieder.
|      | SPD | CSU | FWS | GRÜNE | Gesamt   |
| 2020 | 6   | 7   | 3   | 4     | 20 Sitze |

Stand: 2020

### Bürgermeister
Bei den Kommunalwahlen 2014 wurde Robert Pfann (SPD) mit 65,42 % (2.573 Stimmen) als Bürgermeister wiedergewählt.
Sein Vorgänger war bis 2008 Dietmar Koltzenburg (CSU).

### Wappen und Flagge
Wappen
| Wappen von Schwanstetten | Blasonierung: „Unter zinnenförmig von Schwarz und Silber geteiltem Schildhaupt in Blau auf grünem Berg ein golden bewehrter silberner Schwan.“ |
| Wappen von Schwanstetten | Wappenbegründung: Der Schwan wurde einem Gerichtssiegel von Schwand aus dem Jahr 1468 entnommen. Eigentlich weist der Name darauf hin, dass Schwand eine Siedlung ist, die auf dem Gebiet einer Brandrodung entstand. Man brachte den Wald zum schwenden, also zum Schwinden. An die Herrschaft der zollerischen Burggrafen von Nürnberg und späteren Markgrafen erinnert der von Schwarz und Silber geteilte Schildhaupt. Die Burggrafen sind ab 1267 im Gemeindegebiet nachweisbar. Für den Namensbestandteil -stetten steht der zinnenförmige Schnitt. Die Gemeinde Schwanstetten führt seit 1980 ein Wappen. |

Flagge
Die Gemeindeflagge ist weiß-grün.

### Gemeindepartnerschaften
- La Haye du Puits, Normandie, Frankreich, seit 1988
- Freundschaftlich verbunden mit dem Marktgemeinde Sankt Margarethen im Burgenland und der Stadt Abbiategrasso in der Lombardei

### Energiewende
Auf den Dächern Schwanstettens sind 130 solarelektrische Anlagen mit einer Gesamtleistung von über 1000 kW installiert.

## Religionen
- In Leerstetten besteht die Evangelisch-Lutherische Kirche St. Peter und Paul, die im 13. Jahrhundert entstand.
- In Schwand gibt es die Evangelisch-lutherische Pfarrkirche St. Johannes der Täufer aus den 17. Jahrhundert.
- Im Jahre 1953 kam eine römisch-katholische Kirchengemeinde hinzu. Diese wurde baulich 1977 mit dem Neubau eines Gemeindezentrums und der Kirche Heiligste Dreifaltigkeit ausgestattet.

## Bau- und Bodendenkmäler
- Liste der Baudenkmäler in Schwanstetten
- Liste der Bodendenkmäler in Schwanstetten

## Verkehr
Die Kreisstraße RH 1 führt von Schwand ausgehend zu einer Anschlussstelle der B 2 bei Rednitzhembach (2,3 km westlich) bzw. über Leerstetten nach Großschwarzenlohe zur Staatsstraße 2239 (5,2 km nördlich). Die Kreisstraße RH 2/SC 2 führt von Leerstetten ausgehend zur St 2239 bei Penzendorf (3,8 km westlich). Die Kreisstraße RH 35 führt von Schwand ausgehend nach Harrlach (5 km südöstlich).
Mehrere Buslinien binden Schwanstetten an das Umland und die S-Bahnhöfe in Schwabach und Roth an. Hervorzuheben ist eine Linie der Omnibusverkehr Franken zum Nürnberger U-Bahnhof Frankenstraße.
Die Busverbindung zum Bahnhof Allersberg (Rothsee) wurde im Dezember 2010 eingestellt.
Der Main-Donau-Kanal führt von Nordwesten nach Süden durch das westliche Gemeindegebiet. Die nach dem Schwanstettener Ortsteil benannte Schleuse Leerstetten befindet sich auf dem gemeindefreien Gebiet Soos.